# Història de Caracas

Primer Segell d'Armes que hi va haver a la Capitania de Veneçuela va ser el concedit per Felip II, el 4 de setembre de 1591, a la ciutat de Santiago de Lleó de Caracas, i el títol de Molt Noble i Lleial Ciutat, amb tractament de Senyoria i Privilegi, i preeminència de Gran, com a cap i metròpoli de la Província de Veneçuela. L'Escut d'Armes consisteix en: un lleó bru rampant, en un camp de plata, que té entre els seus braços una venera d'or amb la creu de Santiago, i per timbre una corona d'or amb cinc puntes, tot exornat amb trofeus de guerra.
Per Reial Cèdula de Carles III, el 13 de març de 1766, es concedeix a l'Escut d'Armes de Caracas, portar una orla amb la següent inscripció:
"Ave María Santísima, sense pecat concebuda, en el primer instant de seu ser natural".

Caracas, oficialment Santiago de León de Caracas, és la Capital Federal de Veneçuela, així com el seu centre administratiu, financer, comercial i cultural, a més la capital dels Poders Públics de la Nació.
Els espanyols van descobrir les costes veneçolanes en el segle xv, durant el 1498 i van començar amb la seva colonització en aquestes regions. Però no va anar sinó fins i tot el segle xvi, el 1558, que es van aventurar a expandir seu colonització a altres àrees, fent-se el primer intent en el que avui és conegut com la ciutat de Caracas. Abans de l'arribada dels espanyols, el territori on avui es troba la ciutat estava habitat per indígenes d'ètnies Arawak i Kariña. Aquests igual com d'altres aborígens de Veneçuela eren defensors de la seva llibertat, de les seves tradicions i dels seus costums familiars.
El nom Caracas prové de la tribu que habitava una de les valls costaneres contigües a l'actual ciutat pel nord, la Vall de Los Caracas , topònim encara vigent, que per ser indis coneguts i tractats pels espanyols assentats en l'illa perlífera de Cubagua en les seves expedicions esclavistes a aquestes costes entre 1528 i 1540, es va fer paraula usual entre aquests espanyols de l'orient del país com a topònim de referència per a tota la zona i amb això es va generalitzar el nom a les terres de l'àrea de Caracas.

## Creixement de Caracas
La ciutat experimentaria un gran creixement donant oportunitats i riqueses convertint-se 10 anys després de la seva fundació al capdavant de la província, ja que a causa del clima i a la seva efectiva defensa muntanyosa contra corsaris i pirates, el governador Juan de Pimentel la fa la seva residència, quan arriba a Veneçuela desembarcant en Caraballeda, ciutat veïna a la costa, el 1576. L'esmentada residència a Santiago de Lleó va implicar a la pràctica el tercer canvi de la capital administrativa de la província de Veneçuela, de Coro a la costa occidental del país (ciutat fundada el 1527) a El Tocuyo el 1545 i després a Caracas el 1578.
Des de llavors aquesta ciutat va mantenir la capitalitat de la provincia de Veneçuela o de Caracas i a finals del segle xviii, amb els canvis administratius realitzat per l'Imperi Espanyol ho seria de la Capitania General de Veneçuela, conformada per les Províncies de Nova Andalusia (Cumaná), Província de Mérida-Maracaibo, Província de Trinidad, Província de Margarita, Província de Barinas, Província de Guayana i la pròpia Província de Caracas o de Veneçuela.

## Primer plànol de la ciutat

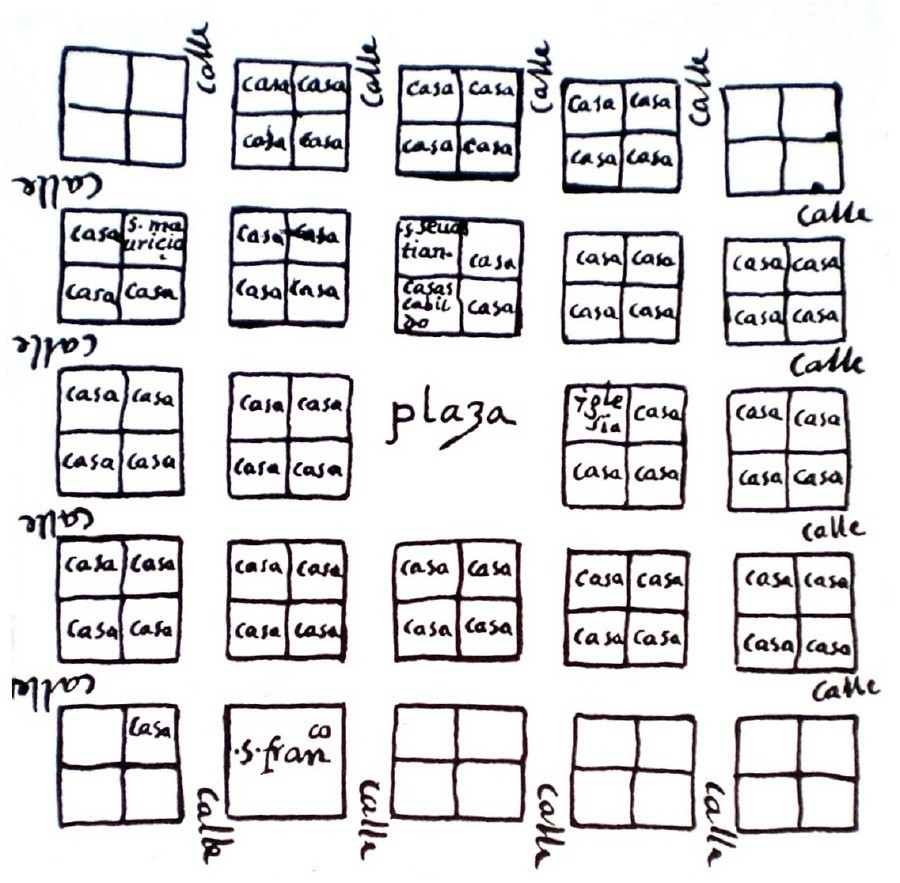
Primer plànol de Caracas del Governador Juan de Carvajal, 1578.

Ja el 1577 el mateix Juan de Pimentel havia dibuixat el primer plànol urbà de la ciutat, dissenyat d'acord amb les Ordenances de Felip II que establien minuciosament les dimensions dels carrers, places, quadres o pomes i la disposició ortogonal de tota la ciutat, indicant la forma com s'hauria d'eixamplar amb el temps. El 1568 la ciutat neix amb al voltant de 40 veïns.
El 1576 arriben els primers franciscans a fundar el convent de San Francisco i cap a l'any 1600 l'església de San Francisco, annexa al convent, de calicant i pedra sòlida, ja dominava el paisatge de la ciutat, deixant en segon ordre a l'antiga Església Major, actualment Catedral de Caracas.
El Plànol de Pimentel de 1578, únic que es conserva de la traça de la ciutat fins al 1760, mostra una petita ciutat castellana ordenada per quadres en quadricula amb 4 carrers i 25 quadres al voltant d'una Plaça Major, com era norma a les ciutats hispanes d'Índies.
La Comptadoria Real s'acorda traslladar-la de Barquisimet a Caracas el 1586, fent llavors a Caracas seu també de la Reial Hisenda de la província.
El bisbe Agreda es trasllada a Caracas cap a l'any 1576 i allà viu fins i tot la seva mort el 1583.

## Fundacions

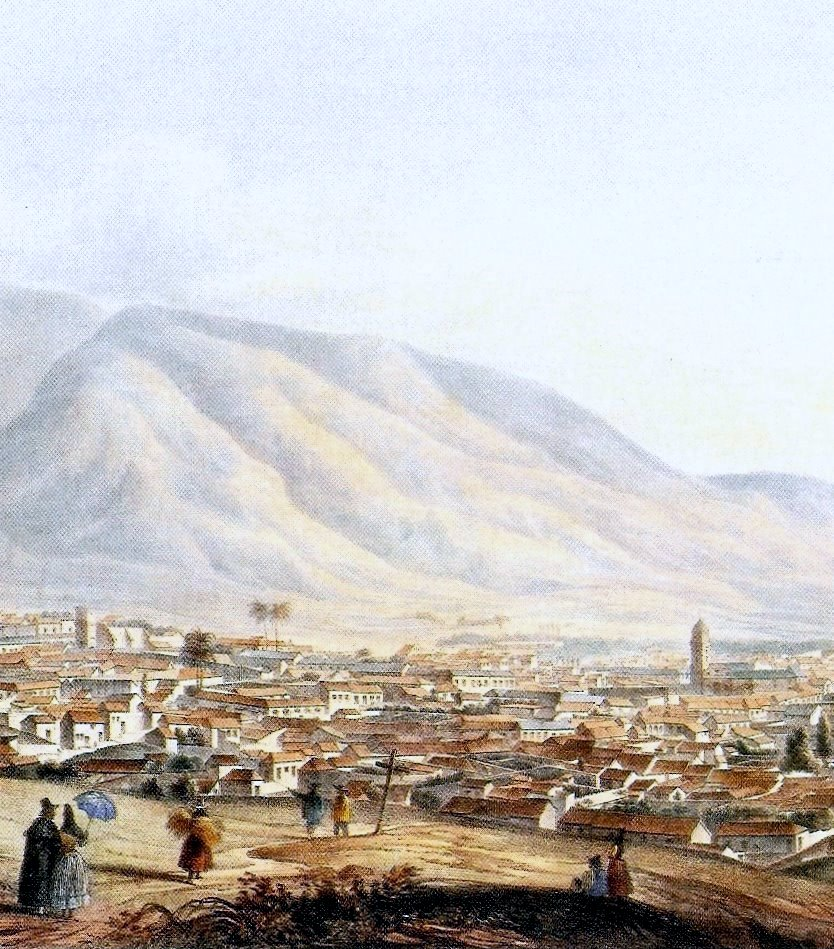
Vista de Caracas desde El Calvario (1839), de Joseph Thomas. Galeria d'Art Nacional.

El 1595 la ciutat és presa per única vegada en la seva història pel corsari anglès Amías Preston, que després de gaudir del seu deliciós aire fresc, la crema.
El 1597 es fongui el Convent de San Jacinto, a la cantonada actual d'aquest nom.
El 1636 el Convent de Monges, a l'actual cantonada de Monjas, seu de l'Assemblea Nacional.
Per aquella època 5 grans séquies d'aigua baixaven del riu Catuche a la Caixa d'Aigua, o dipòsit d'aigua, recorrent les quadres de nord en sud, per satisfer les necessitats hídriques dels solars i veïns.
El 1641 ocorre el destructiu Terratrèmol de San Bernabé, que va acabar amb tot el construït fins llavors a la ciutat. La reconstrucció serà lenta i treballosa.
La ciutat s'enriqueix i millora amb el comerç de cacau que els Mantuanos fan amb Mèxic. Un antic privilegi real, obtingut el 1560, abans de la fundació de la ciutat, permet amb el temps als alcaldes de Caracas governar "en nom del rei" quan el governador titular mor, i exercir-lo fins a l'arribada del nou governador, la qual cosa fa a la pràctica -a aquests alcaldes- Governadors temporals de la província. Privilegi que van exercir moltes vegades, en contra d'altres governadors provisionals que enviava la Reial Audiència de Santo Domingo per suplir mentrestant l'absència del nou titular que havia de venir d'Espanya.
El 1655 els mercedaris fonguin definitivament convent, després de diversos intents previs, i erigeixen l'Església de La Merced, al nord de la ciutat.
El 1678 una muralla defensiva de recinte es comença a fabricar, circumdant la ciutat, pel temor als corsaris francesos que més d'una vegada han intentat prendre-la, encara que no van passar mai del port de La Guaira.
A les restes d'aquest projecte de muralla i a defenses militars que mai no es va acabar es deuen noms de cantonades de Caracas que encara perduren, com les de Luneta i la cantonada del Reducte.
A inicis del segle xviii un nou barri d'illencs canaris, La La Candelaria, a l'est de la ciutat, allotja gran part dels immigrants canaris que com "blancs de vora" feien les tasques que menyspreaven els Mantuanos, o blancs originaris, fills dels descendents dels conquistadors.
El 1723 un patrici mantuano, José d'Oviedo i Banys, publica la cèlebre Història de la conquesta i població de la Província de Veneçuela, primer obra bibliogràfica criolla, en la que es narra épicamente els orígens i fundació de Caracas.
La pesta de verola de 1760-65 acaba amb gran part dels habitants de les barriades pobres de la ciutat.
A inicis del segle xix la ciutat comptava amb al voltant de 30.000 habitants.
Realment les dues grans explosions demogràfiques i urbanístiques es van produir en el segle xviii i el 1950, aquesta última la més impressionant i causant de l'actual estètica urbanística de la ciutat.

## Terratrèmols de Caracas
La ciutat ha sofert d'alguns terratrèmols al llarg de la seva història. A més del terratrèmol de San Bernabé el juny de 1641, i el de 1786, el 12 de març de 1812 la ciutat va ser destruïda gairebé en la seva totalitat i van morir més de 10.000 persones i en el de 1967 van morir 277 persones i nombrosos edificis van sofrir danys.
Arran del terratrèmol de 1812, en plena Guerra d'Independència de Veneçuela, les autoritats religioses, pro realistes en la seva immensa majoria, aprofitaven el fenomen per suggestionar al poble, argumentant que el terratrèmol era un càstig diví contra els patriotes que intentaven emancipar a Veneçuela, al qual Bolívar comprenent el perill de propaganda tan nociva a favor del rei espanyol, indignat va respondre amb la cèlebre exclamació:
| «                                                       | Si la Naturalesa s'oposa, lluitarem contra ella, i farem que ens obeeixi! | » |
| — En ruïnes del monestir de San Jacinto , Simón Bolívar |                                                                           |   |

Després del desastre del terratrèmol de 1812 i els estralls de la Guerra d'Emancipació i Federal, cap a l'últim terç del segle xix, Antonio Guzmán Blanco, un president il·lustrat i influït per l'afrancesament general de l'època, impulsa una sèrie de canvis urbans i construccions noves, caient els convents d'estil hispà vells i bonics i construint al seu lloc edificis com el Capitolio Nacional o Palau Federal Legislatiu (seu de l'actual Assemblea Nacional), la Universitat de Caracas i altres construccions cíviques, donant-li a la ciutat l'aire d'eclecticisme neoclàssic actual en les seves edificacions més antigues supervivents.

## Personatges Il·lustres
Caracas és bressol de Simón Bolívar, el Llibertador d'Amèrica, qui naixés en una casa entre les cantonades de San Jacinto i Traposos el 24 de juliol de 1783. En l'actualitat, la seva casa natal és conservada com a museu. Altres fills cèlebres de Caracas són Francisco de Miranda, hispanoamericà universal precursor de la independència d'Amèrica Andrés Bello i Simón Rodríguez, ambdós mestres del Llibertador.

## Quatricentenari de la Fundació
La polèmica suscitada en la Comissió organitzadora del Quatricentenari de la Fundació de Caracas anteriorment al 1967, sobre la data de fundació de la ciutat capital, va originar una sèrie d'opinions que els historiadors de llavors van exposar en les sessions de l'Acadèmia Nacional de la Història. En les reunions, es van discutir conclusions que per molt ben documentades i recolzades que estiguessin en velles dades cabildants i escrits cronístics, no tots de fiabilitat, cap no va donar nous llums sobre la data exacta de la fundació.
La ponència de la "Fundació John Boulton", basada en l'Acta de l'Ajuntament de Caracas del 14 d'abril de 1590 i altres documents, que d'imprecisos es poden catalogar, ja que no reflecteixen ni el dia ni l'any de la fundació, apuntava establir-la l'any 1566.
La majoria dels ponents i investigadors que conformaven la Comissió Organitzadora, en sessions anteriors al 1967 (excepte Luís R. Oramas) fan tímides referències a la fundació de l'hato de Francisco Fajardo i a l'acte protocol·lari de Juan Rodríguez Suárez de convertir en "vila de San Francisco" a l'hato de Fajardo, però gairebé tots els ponents defensen acaloradament la data fundadora de 1567 i a Diego de Losada com l'indiscutible fundador de la capital de Veneçuela.

Malgrat l'empenyorament, la documentació emprada per a aquestes modernes afirmacions, no es pot donar com a fiable, ja que les dades reflectides, tant històrics com municipals, es van assentar molts anys després de l'acte fundador, i lògicament els seus possibles errors, vaguetats i imprecisions (unit al qual les primeres actes de l'Ajuntament de Caracas que es conserven són de 1573, i que a més van ser copiades durant el segle xviii i es van perdre els originals), en res no aclareixen la data fundadora del 25 de juliol de 1567, ja que en la comunicació que el governador Ponce de León envia a Espanya el 15 de desembre d'aquell mateix any, i sense esmentar la paraula fundació, simplement diu que: 
| « | Losada, amb la gent que va portar, té poblat els dos pobles que els indis havien despoblat. | » |

Sense donar-li més voltes a la data refundadora de Losada, ja que és impossible conèixer-la, s'estableix que els verdaders artífexs de la creació de la capital veneçolana van ser Francisco Fajardo i Juan Rodríguez Suárez, perquè a la lleugeresa d'Oviedo i Banys, es deu avui l'error que es continuï assegurant que Diego de Losada és el fundador de Caracas, ja que quan do José va escriure la seva «Història de la conquesta i població de la Província de Veneçuela», en comptes de cridar "refundador" a Losada, com havien fet els cabildants i els vells cronistes Aguado i Simón, generosament va immortalitzar al de Zamora com a fundador de l'assentament de Caracas.
En els preliminars de la fundació de Caracas, hi ha notícies i raons evidents de què Francisco Fajardo i Juan Rodríguez Suárez són els verdaders fundadors de la capital veneçolana. Entre els documents existents per apuntalar aquesta asseveració, poden consultar-se la relació que el governador Juan de Pimentel envia al rei el 1578, on no esmenta que Diego de Losada sigui el fundador de Caracas i Caraballeda. És aquesta relació es pot llegir el següent:
| « | va entrar-hi pel març del seixanta-set, amb cent trenta-sis espanyols i va pacificar i va reedificar els dos pobles despoblats, i a aquest de San Francisco va cridar Santiago de Lleó i el Coll, que és a la costa de la mar, nostra senyora de Caraballeda poblant-los al mateix lloc que abans estaven. | » |

Segons es desprèn de l'anterior, Losada, no va fundar cap ciutat, sinó que va reedificar i va repoblar els dos enclavaments que els indis havien destruït quatre o cinc anys abans: la vila de San Francisco i el poble costaner d'El Collado, que encara que després van ser abandonats i arrasat, ja existien, des de 1561. Aquesta pot ser la raó que no existeixi l'acta de fundació de Caracas, ja que la ciutat capital estava fundada des de 1561; primer com a hato establert per Francisco Fajardo, i després convertida en vila per Juan Rodríguez Suárez, que va nomenar alcaldes i regidors i va repartir terres entre els seus soldats. Quan Losada i els seus homes van arribar al lloc el 1566 o 67, van trobar els embasaments|fonaments i les cendres de la primitiva població.

## Fundadors de Caracas
Els primers fundadors de Caracas, que van arribar amb el senyor Diego de Losada, van ser:
Agustín Ancona. Alonso Andrea de Ledesma. Alonso de León. Alonso de Salcedo. Alonso de Valenzuela. Alonso Gil Alonso Ortiz, escrivà Alonso Quintana. Alonso Ruiz Vallejo. Alonso Viñas. Andrés González. Andrés Hernández. Andrés Pérez. Antonio de Acosta. Antonio Olías. Antonio Pérez. Antonio Pérez Rodríguez. Antonio Rodríguez. Baltazar de García, també sacerdot. Bartazar Fernández. Bartolomé de Alamo. Bartolomé Rodríguez. Bernabé Castaldo. Blas de la Puente, que era sacerdot. Cristóbal Cobos. Cristóbal de Losada. Cristóbal Gil. Cristóbal Gómez. Damian del Berrio. Diego de Antillano. Diego de Henares. Diego de Montes. Diego Méndez. Diumenge Baltasar. Diumenge Giral. Duarte de Acosta. Esteban Martín. Fernando de la Cerda. Francisco Agorreta. Francisco de Antequera. Francisco de Madrid. Francisco de Reira. Francisco de Saucedo. Francisco de Vides. Francisco Genovés. Francisco Gudiel. Francisco Guerrero. Francisco Infante. Francisco Márquez. Francisco Pérez. Francisco Ponce. Francisco Rodríguez. Francisco Román. Francisco Román Coscoliella. Francisco Romero. Francisco Ruiz. Francisco Sánchez. Francisco Tirado. Gabriel de Avila. Gaspar Pinto. Gaspar Tomás Andrés de San Juan. Gerónimo de la Parra. Gonzalo de Clavijo. Gonzalo Osorio, que era nebot de Losada. Gonzalo Pérez. Gonzalo Rodríguez. Gregorio Gil. Gregorio Rodríguez. Gregorio Ruiz. Jerònim d'Ochoa. Jerònim de Tovar. Juan Alvarez. Juan Bautista Melgar. Juan Burgos. Juan Castaño. Juan Catalán. Juan de Angulo. Juan de Gámez. Juan de la Parra. Juan de Mendoza. Juan de San Juan. Juan Fernández de León. Juan Fernández Trujillo. Juan Gallegos. Juan García Calado. Juan Garcia Casado. Juan Ramón Barriga. Juan Sánchez. Juan Serrano. Juan Suárez, que era gaiter. Just de Cea. Lope de Benavides. Maese Bernal, que era italià. Manuel Gómez. Manuel López. Marcs Gómez. Martin Alfonso. Martín de Gámez. Martín Fernández. Melchor de Losada. Melchor Gallegos. Melchor Hernández. Miguel de Santa Cruz. Miguel Díaz. Miguel Fernández. Pedro Alonso Galeas. Pedro Álvarez Franco. Pedro Bernáldez. Pedro Cabrera. Pedro García Camacho. Pedro García de Avila. Pedro Hernaldos. Pedro Maldonado Abrahán de Cea. Pedro Mateos. Pedro de Montemayor. Pedro Ponce. Pedro Rafael. Pedro Serrata. Rodrigo Alonso. Rodrigo del Riu. Rodrigo Ponce. Sancho del Villar. Sebastián Díaz. Sebastián Romo. Simón Girlado. Vaig prendre de Ledesma. Vicente Díaz